# Pista (Daniela Goggi)
Pista è la seconda raccolta di  Daniela Goggi, pubblicata nel 1986.

## Descrizione
L'album raccoglie 16 brani dalla discografia di Daniela Goggi, registrati tra il 1976 e il 1980, nel periodo in cui era sotto contratto con l'etichetta CGD per la serie Musica.
Nell'album non compaiono inediti, e tutti i brani fanno parte dei due LP pubblicati dalla cantante con l'etichetta: Daniela Goggi canta Oba-ba-luu-ba e altre canzoni per bambini e Il Ribaltone, più alcuni brani pubblicati su singolo successivamente.
Il titolo della raccolta prende spunto da Pista!, trasmissione pomeridiana per ragazzi che Daniela conduceva con successo su Rai 1 in quel periodo.
Il disco è stato pubblicato nel 1986 in un'unica edizione, in formato LP ed MC con numero di catalogo LSM 1096.
L'album non è mai stato ristampato in CD o in digitale, seppure tutti i brani presenti al suo interno siano stati pubblicati in altre compilation sia su supporto fisico che digitale.

## Tracce
1. Oba-ba-luu-ba
2. Pollicina
3. I tre porcellini
4. La posta arriverà
5. Lavorare che fatica
6. Monkey Monkey - Scimmia Scimmia
7. Mezza stella
8. Ci vuole un carnevale
9. Sto ballando
10. Vorrei esser per te un po'
11. Supercalifragilistic-espiralidoso
12. Show time
13. Un poco di zucchero
14. Cam camini
15. Jumbo jet
16. Ma che mi fai